# Shiva Rose
Shiva Rose Afshar née le 8 février 1969 à Santa Monica, est une actrice américaine,.

## Biographie
Shiva Rose Afshar est née le 8 février 1969 à Santa Monica, Californie d'une mère américaine et d'un père iranien. Son père Parviz Gharib-Afshar (ou Parviz Gharibafshar) est un ancien animateur de télévision et acteur iranien,. Elle a vécu en Iran jusqu'en 1979, date à laquelle sa famille a fui pendant la révolution iranienne,.

## Vie personnelle
Rose a épousé l'acteur Dylan McDermott en 1995 et ils ont deux filles : Collette, née en 1996, et Charlotte, née en 2005. Le 27 septembre 2007, People a confirmé que Rose et McDermott s'étaient séparés. Le 21 mai 2008, Dylan a demandé le divorce, qui a été finalisé le 2 janvier 2009.